# حامی مالی

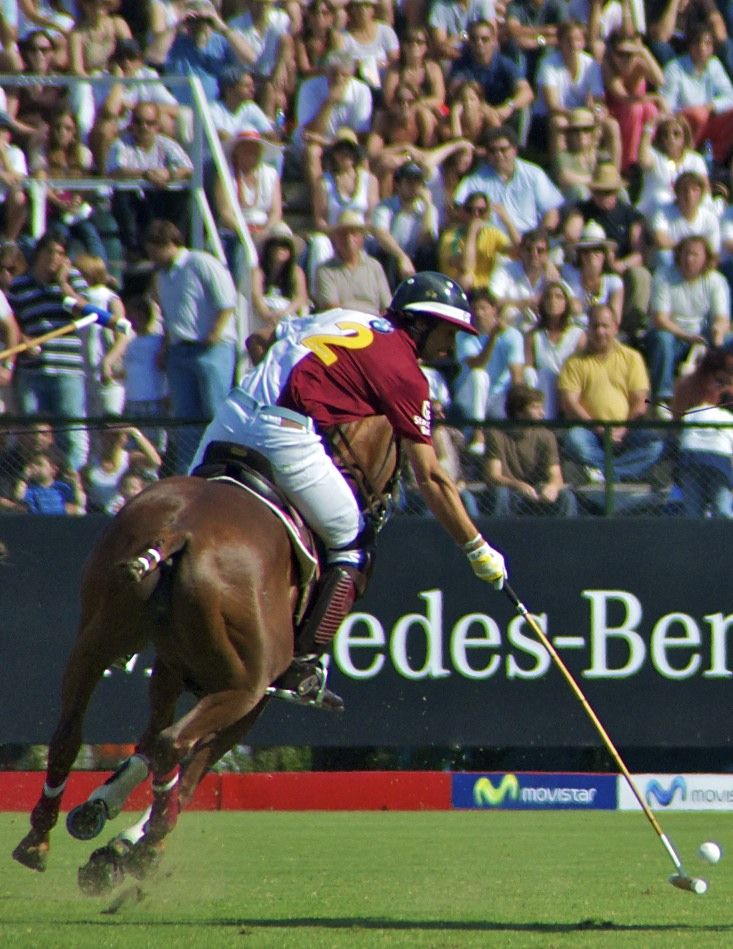
حمایت از شرکت خودرو در ورزش سوارکاری.

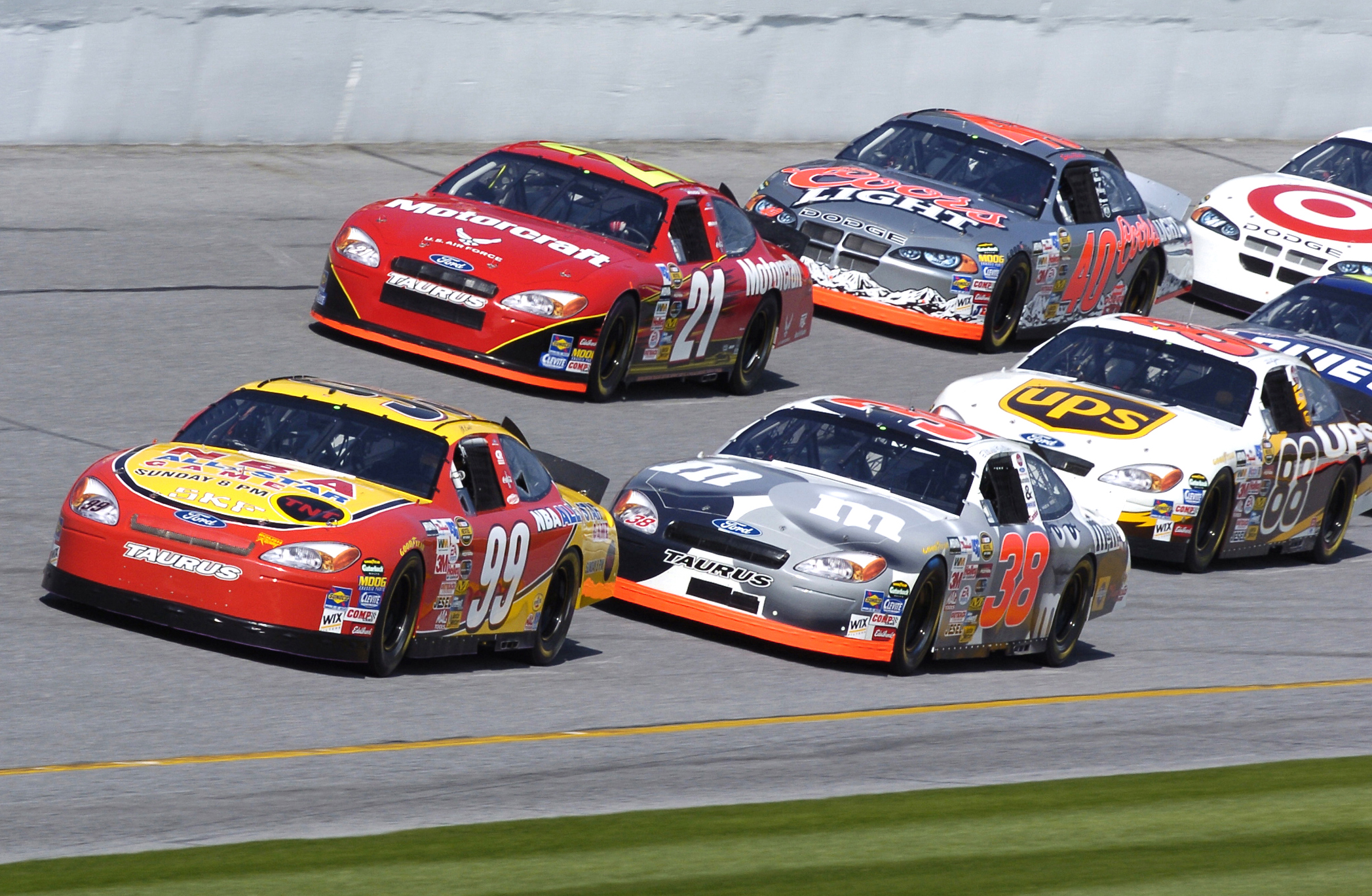
حامی مالی بر روی اتومبیل‌های مسابقات نسکار

حامی مالی یا اسپانسر (به انگلیسی: Sponsor) شرکتی است که گاهی، فعالیت یا کار خاصی را پشتیبانی می‌کند یا  فرد یا گروهی است که امکانات را برای طرف قراردادش تهیه می‌کند.
حامی مالی چیزی(یا کسی) شدن به معنی پشتیبانی مالی از یک رویداد، فعالیت، فرد یا سازمان صورت پذیرد. این پشتیبانی می‌تواند حمایت مالی یا تامین کالا یا خدمات باشد.

## وظایف
● همسو کردن پروژه با اهداف سازمان
● انتصاب مدیر پروژه
● وادار کردن مدیر پروژه به پاسخگویی درباره پیشرفت و تضمین پروژه
● تصویب برنامه اجرایی پروژه
● فراهم کردن سرمایه و منابع مورد نیاز مدیر پروژه
● حمایت از مدیر پروژه